# Индуизм в Армении
Индуизм в Армении представлен индийскими студентами, исповедующими индуизм, и приверженцами Международного общества сознания Кришны (ИСККОН). По данным на 2010 год в Армении проживало около 200 индуистов из Индии, большинство из которых исповедовало индуизм[прояснить]. По данным посольства Индии в Армении, в 2012 году в стране проходили обучение около 250 индийских студентов. В Армении осуществляют деятельность две религиозных организации индуистского толка: ИСККОН и Трансцендентальная медитация. ИСККОН был зарегистрирован в Армении как религиозное объединение в 1990 году и в 2000-е годы насчитывал около 250 последователей.